# Lojas Elektra
As lojas Elektra é uma rede mexicana varejista de produtos eletrodomésticos e moveis fundada em 1957 focada em consumidores de baixa renda, além de ser uma loja de serviços financeiros. É uma das maiores redes do México, além de atuar em outros países da América Latina como Brasil, Argentina, Guatemala, Honduras e Peru.
A operação de serviços financeiros das lojas se dá através do Banco Azteca (no qual cada loja possui uma mini-agência dentro dela) do grupo Salinas - mesmo dono da rede Elektra (assim como outras empresas do grupo).
Iniciou suas operações no Brasil começando pelo Estado de Pernambuco no qual já tem mais de trinta lojas. O presidente do Grupo - Ricardo Benjamín Salinas Pliego - disse que seu foco de atuação será a Região Nordeste e a Região Norte.
O grupo prevê que em 2009 serão abertas 50 lojas em Sergipe, Alagoas, Paraíba e Rio Grande do Norte. Mais tarde, a empresa deve seguir para o Ceará, Piauí, Bahia, Maranhão e, saindo do Nordeste, no Pará. A meta, reafirmada ainda agora pela empresa, é atingir dois mil pontos de atendimento no Brasil, até 2013.

## Encerramento das lojas no Brasil
Em 2015 após diversas polêmicas em volta do método de cobrança realizado pela empresa, que não conseguiu se adaptar ao sistema brasileiro informou que iria encerrar as atividades no Brasil, a principio abrindo cerca de 35 lojas no estado de Pernambuco com meta de atingir 1.000 lojas até 2018, porém não foi possível continuar com o funcionamento das lojas devido a acusações de invasão de propriedades sendo assim limitada ao estado de Pernambuco.

### Método de cobrança
O método de cobrança foi um dos fatores que levou ao encerramento das atividades, também devido a acusações de invasão de residências dos clientes com a busca do eletrodoméstico comprado ou equivalente decorrente do atraso de pagamento do carnê semanal que era no mínimo em torno de R$10,00. Por ser um valor muito baixo a loja não realizava checagem de crédito e em meados de 2013 constava mais de 70% dos clientes inadimplentes.

## Queixas e Acusações de roubo
Foram prestadas no mínimo 4 queixas na cidade de Recife, onde os funcionários subtraiam o produto adquirido caracterizando roubo e ameaçavam os clientes caso não fosse realizado o pagamento ou devolução dos produtos.